# Ostrowite (powiat gnieźnieński)
Ostrowite – wieś w Polsce położona w województwie wielkopolskim, w powiecie gnieźnieńskim, w gminie Trzemeszno.
W latach 1975–1998 miejscowość należała administracyjnie do województwa bydgoskiego.
Wieś położona nad Jeziorem Ostrowickim.
Zobacz też: Ostrowite, Ostrowite Prymasowskie